# エム・クルー
株式会社エム・クルー（英文表記：M.crew, inc.）は、東京都豊島区に本社を持つフリーター・求職者支援ビジネスの企業。

## 概要
1997年3月に元ホームレスという異色の経歴を持つ創業者が、東京・池袋において仲間数人とエム・クルーの前身である建設作業請負会社、有限会社トラスティーを設立。2003年にフリーター・ホームレス・刑務所等からの出所者の自立を支援することを目的として簡易宿泊所・レストボックスを開設した頃から、ソーシャル・ベンチャー（社会的企業）と呼ばれる様になる。

### 主な事業内容
求職者に住居と衣服を提供する『レストボックス』と、仕事（中小工務店を中心とした建設業の雑工事）を提供する『コンストラクション』の2つの事業を柱にしている。

### 社名の由来
Mは、Mind（心）Mentality（精神力）の「2つのM」を意味しており、crewは船などの乗組員を指す。同社では、社員や登録スタッフの事をクルーと呼んでいる。

## 沿革
- 1997年3月18日 - 「有限会社トラスティー」設立。
- 1998年4月 - 「有限会社エム・クルー」に商号変更。
- 同年10月 - 株式会社に組織変更。
- 2003年9月 - 『レストボックス』1号店を東京都渋谷区桜丘町に開設。
- 2008年頃 - 『ロッドシステムズ』に名前を変更。
- 2019年頃 - 『ロッドスタッフ』に名前を変更。